# Svedjan och Träsket
Svedjan och Träsket var en av SCB avgränsad och namnsatt småort i Piteå kommun, Norrbottens län. Den omfattade bebyggelse i Svedjan och Träsket i Hortlax socken. Vid avgränsningen 2023 klassades området som en del av tätorten Kallax.